# Lijst van nummer 1-hits in Noorwegen in 2000
Deze hits stonden in 2000 op nummer 1 in de VG-lista, de bekendste hitlijst in Noorwegen.
| Week | Artiest                     | Titel                       |
| ---- | --------------------------- | --------------------------- |
| 1    | Boyzvoice                   | Let Me Be Your Father X-Mas |
| 2    | Boyzvoice                   | Let Me Be Your Father X-Mas |
| 3    | Alice DeeJay                | Back in My Life             |
| 4    | Motorpsycho                 | The Other Fool              |
| 5    | Alice DeeJay                | Back in My Life             |
| 6    | Aqua                        | Cartoon Heroes              |
| 7    | Aqua                        | Cartoon Heroes              |
| 8    | Bomfunk MC's                | Freestyler                  |
| 9    | Bomfunk MC's                | Freestyler                  |
| 10   | Madonna                     | American Pie                |
| 11   | Madonna                     | American Pie                |
| 12   | Madonna                     | American Pie                |
| 13   | Madonna                     | American Pie                |
| 14   | a-ha                        | Summer Moved On             |
| 15   | Madonna                     | American Pie                |
| 16   | Melanie Chisholm & Left Eye | Never Be the Same Again     |
| 17   | Melanie Chisholm & Left Eye | Never Be the Same Again     |
| 18   | Britney Spears              | Oops!... I Did It Again     |
| 19   | Britney Spears              | Oops!... I Did It Again     |
| 20   | Britney Spears              | Oops!... I Did It Again     |
| 21   | Britney Spears              | Oops!... I Did It Again     |
| 22   | DJ Aligator                 | The Whistle Song            |
| 23   | Sonique                     | It Feels So Good            |
| 24   | Racer                       | Bønda fra nord 2000         |
| 25   | Racer                       | Bønda fra nord 2000         |
| 26   | Sonique                     | It Feels So Good            |
| 27   | Sonique                     | It Feels So Good            |
| 28   | Sonique                     | It Feels So Good            |
| 29   | Sonique                     | It Feels So Good            |
| 30   | Darude                      | Sandstorm                   |
| 31   | Darude                      | Sandstorm                   |
| 32   | Darude                      | Sandstorm                   |
| 33   | Darude                      | Sandstorm                   |
| 34   | Darude                      | Sandstorm                   |
| 35   | Madonna                     | Music                       |
| 36   | Madonna                     | Music                       |
| 37   | Madonna                     | Music                       |
| 38   | Madonna                     | Music                       |
| 39   | A1                          | Take on Me                  |
| 40   | A1                          | Take on Me                  |
| 41   | A1                          | Take on Me                  |
| 42   | U2                          | Beautiful Day               |
| 43   | U2                          | Beautiful Day               |
| 44   | Backstreet Boys             | Shape of My Heart           |
| 45   | Backstreet Boys             | Shape of My Heart           |
| 46   | Backstreet Boys             | Shape of My Heart           |
| 47   | A1                          | Same Old Brand New You      |
| 48   | A1                          | Same Old Brand New You      |
| 49   | A1                          | Same Old Brand New You      |
| 50   | A1                          | Same Old Brand New You      |
| 51   | A1                          | Same Old Brand New You      |
| 52   | Christian Strand            | Maybe Baby                  |